# C/2014 Q3 (Borisov)
C/2014 Q3 (Borisov) es un cometa periódico con una magnitud aparente de 17, descubierto el 22 de agosto de 2014 por el astrónomo aficionado Guennadi Borisov utilizando un astrógrafo de 0.3 metros (12 pulgadas). Es el tercer cometa descubierto por Borisov. Se observa mejor desde el hemisferio norte.
Se esperaba que el cometa alcanzara una magnitud de aproximadamente ~11 cerca del perihelio (su punto más cercano al Sol), pero aumentó su brillo a aproximadamente una magnitud de 10. Para el 8 de noviembre de 2014, el cometa tenía una declinación de +83 y era circumpolar desde el hemisferio norte. El cometa alcanzó el perihelio el 19 de noviembre de 2014 a una distancia de 1.65 UA del Sol.
Antes de entrar en la región planetaria (época 1950), C/2014 Q3 tenía un período orbital de 148 años. Después de abandonar la región planetaria (época 2050), tiene un período orbital de 146 años.